# Стаффансторп
Стаффансторп — місто та адміністративний центр в комуні Стаффансторп, лен Сконе, Швеція з 14 808 жителями (2010). Стаффансторп — найбільше поселення в Скандинавії, яке ніколи не мало статус міста до 1971 року, коли такий статус був скасований в Швеції.

## Географія

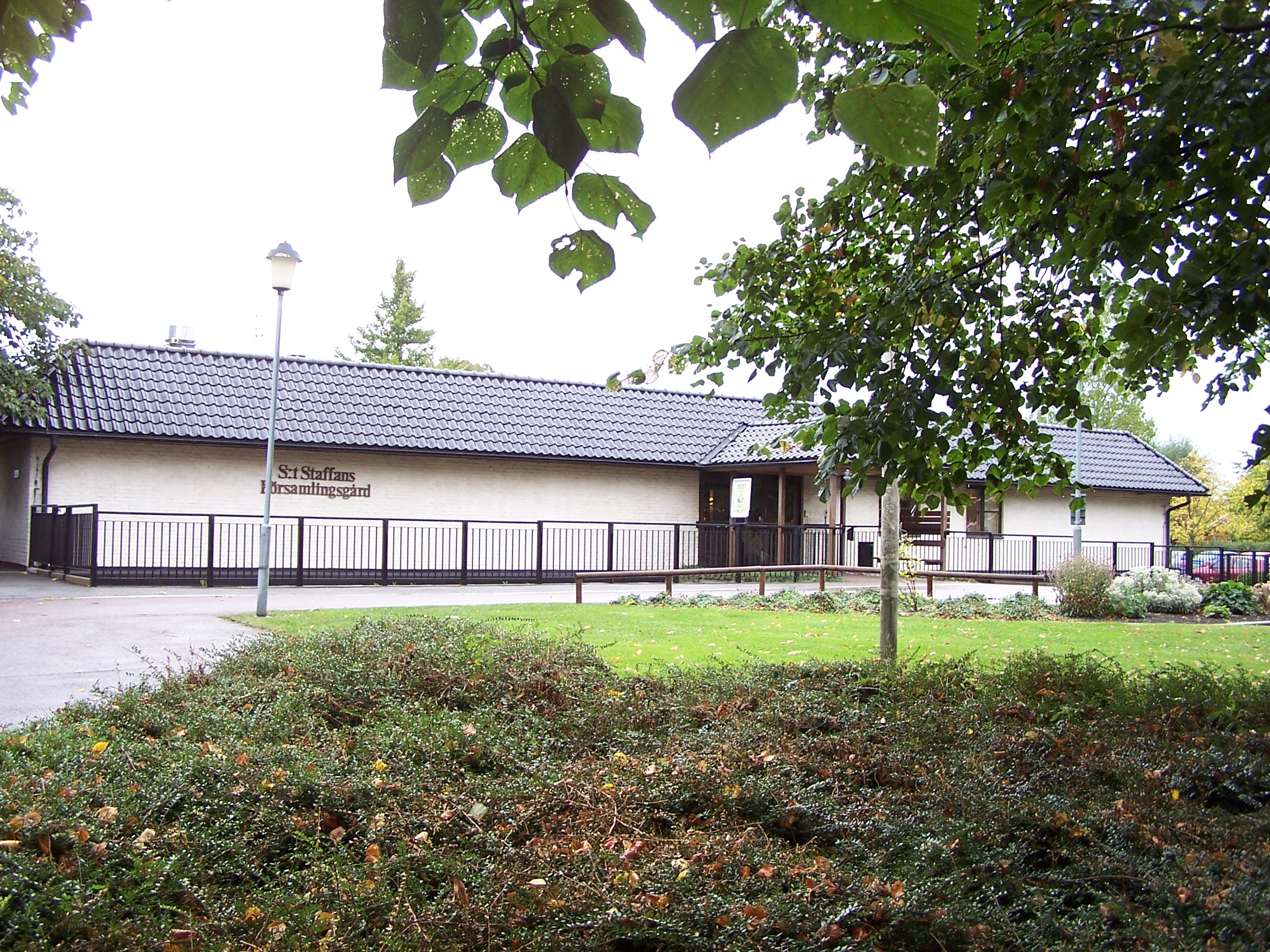
Стаффансторп має приміський характер, в якому переважають 1- і 1½-поверхові будівлі.

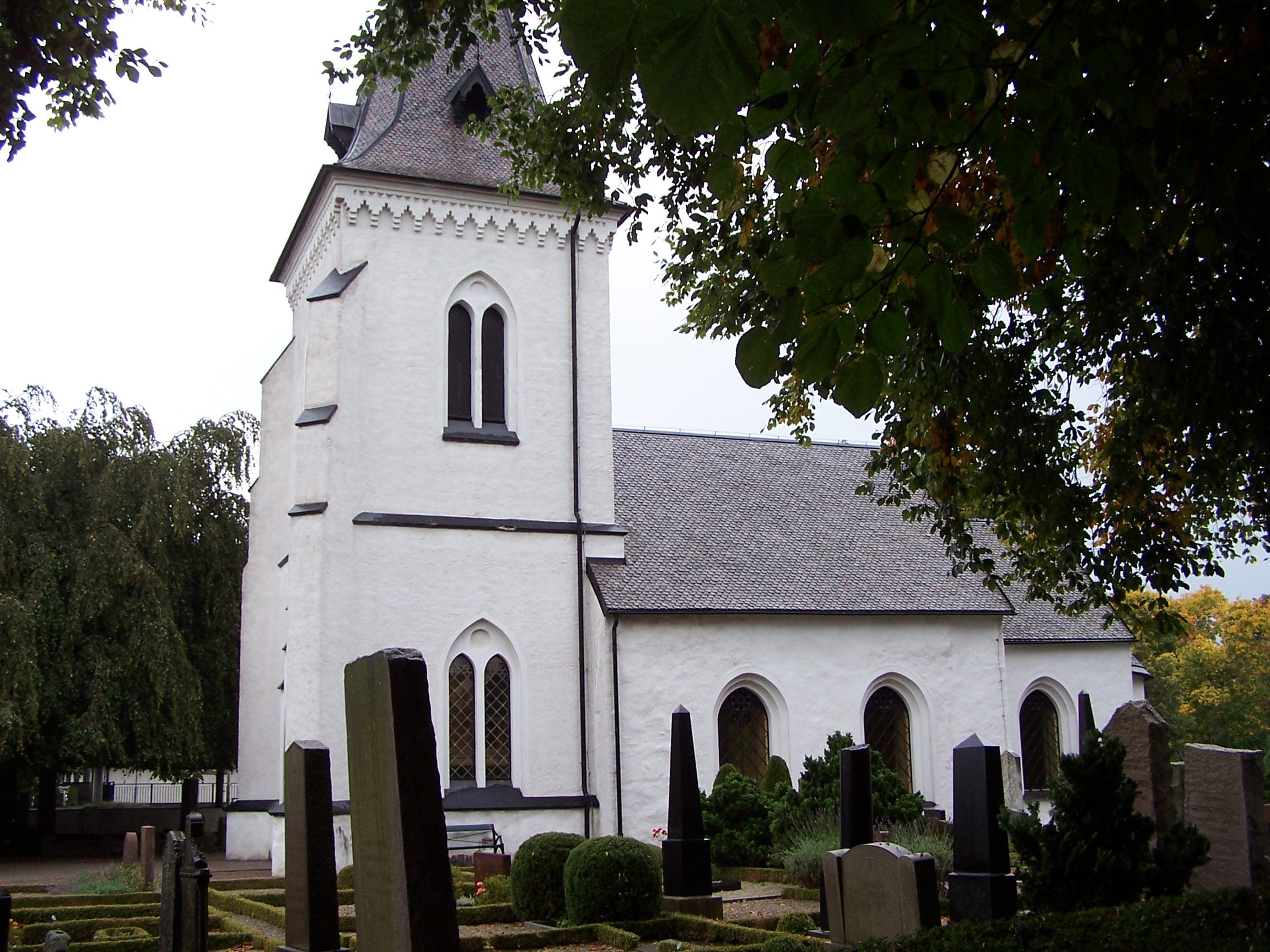
Церква Броварга XII століття. Башта церкви, однак, є розширенням XIX-го століття

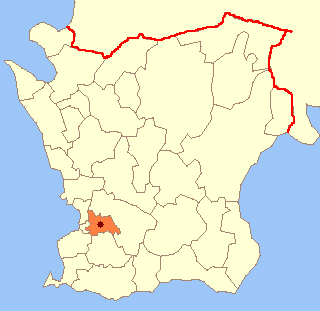
Розташування міста і муніципалітету Стаффанстопр

Місто розташоване в центрі великої трикутної родючої рівнини, що сягає приблизно 25 кілометрів від протоки Ересунн усередині Сканії. Основа трикутника слідує за берегом, приблизно на 25 кілометрів, починаючи з Мальме на півдні.

## Історія
Як село Стаффансторп згадується в джерелах XIV-го століття, але він залишався досить незначним у тіні більш важливих міст, таких як Лунд, Далбі і Мальме. У ХІХ столітті тут розташовувались готель та місцева в'язниця сотні з двома камерами.
Стаффансторп був місцем для торговельних ярмарок у сфері житлового будівництва, перша у 1970 році з 43 облаштованими будинками та 100 000 відвідувачами, остання — у 1997 році, з 25 експонованими будинками. У 1990-х роках центр міста був відтворений з натхненням від нового урбанізму. Непопулярні будівлі 1960-х років були буквально покриті новими дахами, фасадами. Більше поверхів було побудоване в традиційному архітектурному стилі Сканії.

## Видатні особистості
- Іда Марко-Варга — шведська плавчиня, дворазовий бронзовий призер чемпіонатів світу на короткій воді. Учасниця чотирьох Олімпійських ігор.